# Verkhnjaja Pysjma
Verkhnjaja Pysjma (russisk: Ве́рхняя Пышма́ ) er en by i Sverdlovsk oblast i Rusland, beliggende ca. 10 km nord for Jekaterinburg. Byen har 73.727 (2023) indbyggere.
Bebyggelsen blev grundlagt i 1660 som landsbyen Pysjminskoje (navngivet efter floden Pysjma). En kobbermine blev åbnet i 1856, og i 1946 fik byen bystatus.